# Santa Rosa del Yavarí
Santa Rosa del Yavarí es una localidad peruana, capital del distrito de Santa Rosa de Loreto (creado el 3 de julio de 2025 mediante la Ley №32403), ubicado en la provincia de Mariscal Ramón Castilla en el extremo noreste del departamento de Loreto. Se ubica en el área conocida como Tres Fronteras que incluye a las localidades fronterizas de Leticia (Colombia) y Tabatinga (Brasil). Está asentada sobre la isla fluvial Santa Rosa, la cual se considera también como el extremo sur de la isla Chinería, en el río Amazonas.

## Historia
La isla no aparece mencionada en el histórico Tratado Salomón-Lozano de 1922. La primera documentación peruana conocida sobre ella menciona que es una prolongación natural de la isla Chinería, que fue asignada al Perú en 1929 por la Comisión Mixta Demarcadora, en aplicación del tratado de 1922.
Santa Rosa del Yavarí fue fundada el 30 de agosto de 1974, por los ciudadanos peruanos: Aladino Cevallos, Arturo Ahuanari Amias, Guillermo Velásquez, Daniel Pérez, José Bardales y Santiago Jaramillo, teniendo como testigos a los ciudadanos de nacionalidad brasilera: Juan, Antonio y Francisco Pisco, Manuel Bernandino Souza, Lucas Ferreira, Guillermo Ferreira y Pedro Laurente Ferreira.
Según versiones de los primeros pobladores, la isla nació en forma de un playón en el verano del año 1970 y los moradores del distrito de Ramón Castilla lo aprovecharon sembrando chiclayo. Luego en los años posteriores el terreno fue creciendo en forma de barrizales donde sembraron arroz y otra parte se convirtió en un cañaveral, así se fue poblando poco a poco por familias que se dedicaban a la agricultura, pero no estaban organizados como comunidad; ya que durante la época de creciente algunos regresaban a sus comunidades de origen.
En el año 1977, los pobladores ya organizados, gestionaron en Iquitos, ante las autoridades del sector de educación, la creación de una escuela lográndose de esta manera la Escuela Estatal N.º 601014 que hasta la fecha viene funcionando y posteriormente, se amplió el servicio de nivel secundario.

### Toponimia
En 1982, las instituciones estatales de la localidad de Ramón Castilla se trasladaron a la isla debido a la situación climática y a los fenómenos naturales de la época. También se trasladaron varios pobladores de esta comunidad. Estos factores le dieron a la Isla Santa Rosa una nueva apariencia. Cuando la Guardia Civil instauró su presencia en la isla, sus agentes transportaron consigo una gruta con la imagen de Santa Rosa de Lima, patrona de esa institución. Los habitantes tuvieron la idea de denominar a la isla como Santa Rosa de Yavarí, tanto por el distrito del Yavarí—subdivisión a la cual pertenecía el centro poblado hasta 2025—como por el río Yavarí—ubicado 16 km al sur de la localidad—.

## Características

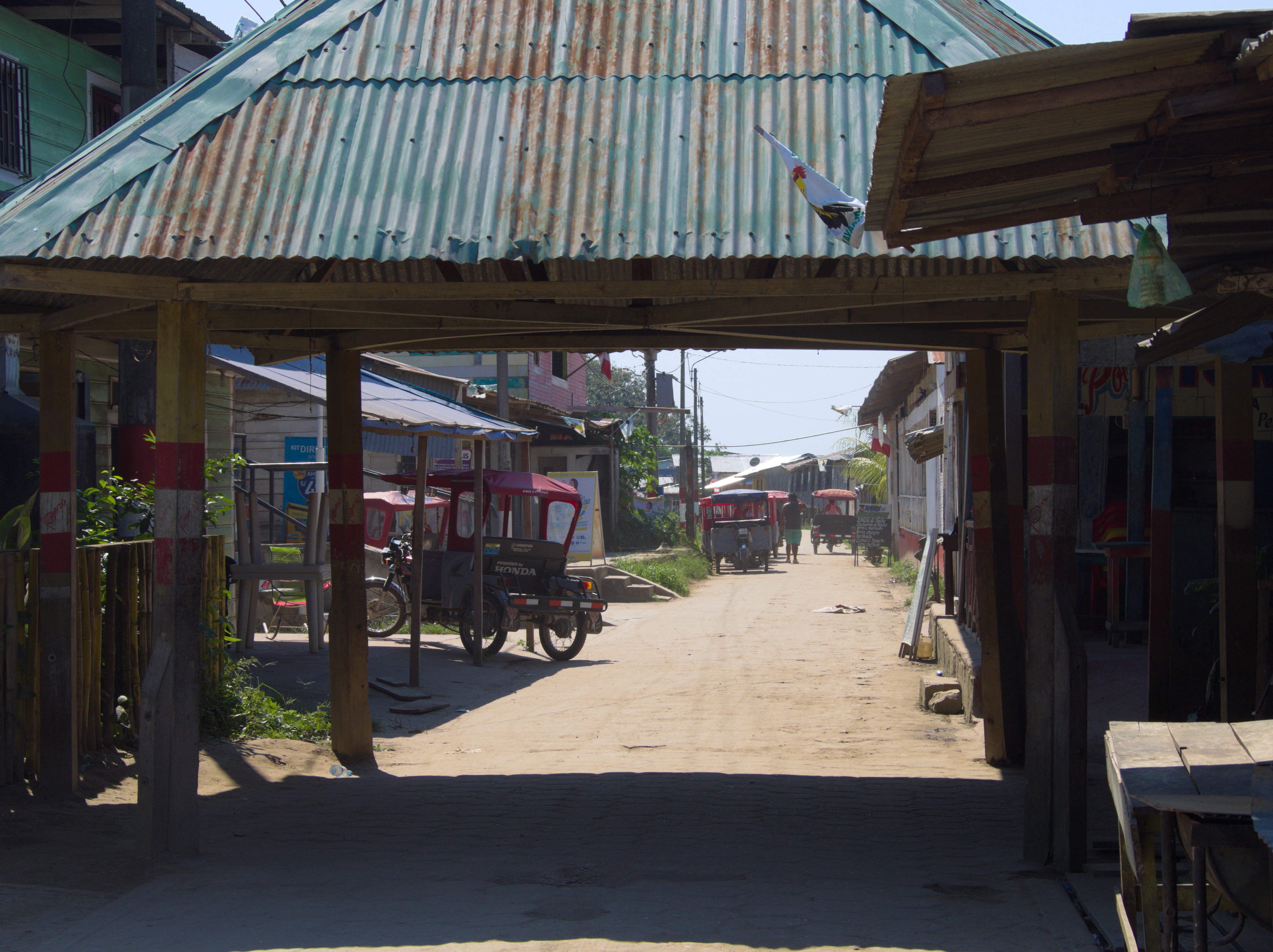
La calle central del poblado

La localidad está ubicada en el distrito de Santa Rosa de Loreto, provincia de Mariscal Ramón Castilla, departamento de Loreto.
La localidad no cuenta con transporte terrestre ni aéreo directo a Iquitos. El planificador urbano Gustavo Puma Cáceres señaló que se había proyectado un puerto fluvial en 2015 que no se construyó. Para llegar a esta localidad se tiene que partir desde Iquitos en lancha (duración de la vía 3 a 4 días) en rápido o deslizador 11 horas, su medio de transporte en la localidad es en bote y de manera terrestre.
Tiene como localidades colindantes a Rondiña I, Rondiña II, Rondiña III, Alberto Fujimori y Ollanta Humala, la localidad cuenta con una población de 3000 habitantes, cuya cultura refleja una mezcla de influencias de los tres países y de los pueblos originarios, como el Ticuna. Los habitantes de la región usan en su habla palabras provenientes del español y del portugués, lo cual se conoce regionalmente como el portuñol.
Cuenta con un puesto policial creado en la década de 1990. Según información oficial, el 90 % de las operaciones contra el crimen organizado se llevan a cabo por vía fluvial. Entre las organizaciones de crimen organizado se encuentra el Comando Vermelho.

## Geografía

### Clima
El clima es tropical en Santa Rosa de Yavari. Hay precipitaciones durante todo el año en Santa Rosa de Yavari. Hasta el mes más seco aún tiene mucha lluvia. La clasificación del clima de Köppen-Geiger es (Af)). La temperatura media anual en Santa Rosa de Yavari se encuentra a 26.0 °C. La precipitación es de 3300 mm al año.
| Parámetros climáticos promedio de Santa Rosa de Yavarí                | Parámetros climáticos promedio de Santa Rosa de Yavarí | Parámetros climáticos promedio de Santa Rosa de Yavarí | Parámetros climáticos promedio de Santa Rosa de Yavarí | Parámetros climáticos promedio de Santa Rosa de Yavarí | Parámetros climáticos promedio de Santa Rosa de Yavarí | Parámetros climáticos promedio de Santa Rosa de Yavarí | Parámetros climáticos promedio de Santa Rosa de Yavarí | Parámetros climáticos promedio de Santa Rosa de Yavarí | Parámetros climáticos promedio de Santa Rosa de Yavarí | Parámetros climáticos promedio de Santa Rosa de Yavarí | Parámetros climáticos promedio de Santa Rosa de Yavarí | Parámetros climáticos promedio de Santa Rosa de Yavarí | Parámetros climáticos promedio de Santa Rosa de Yavarí |
| Mes                                                                   | Ene.                                                   | Feb.                                                   | Mar.                                                   | Abr.                                                   | May.                                                   | Jun.                                                   | Jul.                                                   | Ago.                                                   | Sep.                                                   | Oct.                                                   | Nov.                                                   | Dic.                                                   | Anual                                                  |
| --------------------------------------------------------------------- | ------------------------------------------------------ | ------------------------------------------------------ | ------------------------------------------------------ | ------------------------------------------------------ | ------------------------------------------------------ | ------------------------------------------------------ | ------------------------------------------------------ | ------------------------------------------------------ | ------------------------------------------------------ | ------------------------------------------------------ | ------------------------------------------------------ | ------------------------------------------------------ | ------------------------------------------------------ |
| Temp. máx. abs. (°C)                                                  | 36                                                     | 39                                                     | 36                                                     | 36                                                     | 36                                                     | 35                                                     | 35                                                     | 37                                                     | 39                                                     | 39                                                     | 38                                                     | 37                                                     | 39                                                     |
| Temp. máx. media (°C)                                                 | 30.8                                                   | 31.0                                                   | 30.9                                                   | 30.7                                                   | 30.4                                                   | 30.0                                                   | 30.2                                                   | 31.1                                                   | 31.3                                                   | 31.5                                                   | 31.4                                                   | 31.1                                                   | 30.9                                                   |
| Temp. media (°C)                                                      | 26.1                                                   | 26.3                                                   | 26.2                                                   | 26.0                                                   | 25.8                                                   | 25.4                                                   | 25.2                                                   | 26.0                                                   | 26.0                                                   | 26.5                                                   | 26.4                                                   | 26.3                                                   | 26                                                     |
| Temp. mín. media (°C)                                                 | 21.5                                                   | 21.6                                                   | 21.6                                                   | 21.4                                                   | 21.3                                                   | 20.9                                                   | 20.2                                                   | 20.9                                                   | 20.8                                                   | 21.5                                                   | 21.5                                                   | 21.5                                                   | 21.2                                                   |
| Temp. mín. abs. (°C)                                                  | 17                                                     | 17                                                     | 17                                                     | 17                                                     | 18                                                     | 13.8                                                   | 11                                                     | 14                                                     | 15                                                     | 16                                                     | 17                                                     | 15                                                     | 11                                                     |
| Precipitación total (mm)                                              | 369                                                    | 334                                                    | 360                                                    | 349                                                    | 270                                                    | 209.4                                                  | 157.1                                                  | 172                                                    | 240                                                    | 263                                                    | 301                                                    | 283                                                    | 3307.5                                                 |
| Días de precipitaciones (≥ 1 mm)                                      | 21                                                     | 20                                                     | 23                                                     | 21                                                     | 21                                                     | 20                                                     | 16                                                     | 17                                                     | 17                                                     | 18                                                     | 19                                                     | 20                                                     | 233                                                    |
| Humedad relativa (%)                                                  | 78                                                     | 80                                                     | 79                                                     | 78.5                                                   | 77                                                     | 76.5                                                   | 74                                                     | 76                                                     | 74.5                                                   | 75                                                     | 75.5                                                   | 77.5                                                   | 76.8                                                   |
| Fuente: Climate-data.org(http://es.climate-data.org/location/775751/) |                                                        |                                                        |                                                        |                                                        |                                                        |                                                        |                                                        |                                                        |                                                        |                                                        |                                                        |                                                        |                                                        |

## Gastronomía
Peces como la gamitana, paiche o pirarucú (Arapaima gigas), el dorado y el tucunaré constituyen la base alimenticia de los principales platos de la región. En esta población en tiempo de merma nacen playas alrededor de la isla y en ella se realizan actividades como fiestas ventas de comidas típicas y danzas de los tres países y con cantantes locales.
El juane, tacacho, cecina y el inimitable paiche frito, arroz con gallina y el sabroso timbuche se pueden encontrar en restaurantes de esta isla.

## Comercio
Esta pequeña isla peruana se encuentra a 5 minutos en barco de Leticia, igual que la ciudad brasilera de Tabatinga en Santa Rosa no es necesario trámites para llegar, salvo si viaja más lejos al Perú, los barcos salen regularmente de puerto de Leticia para Santa Rosa (3 USD), es un pueblo totalmente orientado hacia la pesca, también acá se tiene la oportunidad para probar la gaseosa peruana Inca Kola además de disfrutar la comida como (el ceviche, paiche apanado, cecina con tacacho) y los sabrosos jugos naturales como aguajina. También hay un incipiente crecimiento de agricultura, los productos cosechados son comercializados en Iquitos - Mazán.